# رامین بحرانی
رامین بَحرانی (به انگلیسی: Ramin Bahrani) (زاده ۲۰ مارس ۱۹۷۵ در وینستون سیلم، کارولینای شمالی) کارگردان و فیلم‌نامه‌نویس ایرانی-آمریکایی است. سومین فیلم بلند او به نام خداحافظ سولو مورد توجه منتقدان و صاحب‌نظران در جشنواره فیلم ونیز قرار گرفت و جایزه فیپرِشی را تحت عنوان بهترین فیلم از آن خود کرد.
او دانش‌آموختهٔ رشته تئوری سینما از دانشگاه کلمبیا است. نشریه آبزرور بحرانی را به همراه سه کارگردان دیگر، به‌عنوان فیلمسازان مستقل برتر نسل جدید سینمای آمریکا برشمرد.

## فیلم‌شناسی
| نام فیلم        | سال  | جوایز |
| --------------- | ---- | --- |
| ببر سفید        | ۲۰۲۱ | نامزد بهترین فیلمنامه اقتباسی نود و سومین دوره جوایز اسکار                                                               |
| فارنهایت ۴۵۱    | ۲۰۱۸ | |
| ۹۹ خانه         | ۲۰۱۴ | نامزد دریافت شیر طلایی هفتاد و یکمین جشنواره فیلم ونیز                                                                   |
| به هر قیمتی     | ۲۰۱۳ | نامزد دریافت شیر طلایی شصت و نهمین جشنواره فیلم ونیز بخش رقابت اصلی جشنواره فیلم تورنتو بخش رقابت اصلی جشنواره فیلم ونیز |
| کیسه پلاستیکی   | ۲۰۰۹ | |
| خداحافظ سولو    | ۲۰۰۸ | بخش رقابت اصلی جشنواره فیلم تورنتو بخش رقابت اصلی جشنواره فیلم ونیز                                                      |
| چاپ شاپ         | ۲۰۰۷ | |
| مرد ارابه به‌دست | ۲۰۰۵ | جزء ۱۰ فیلم برتر لیست سال ۲۰۰۶ راجر ایبرت                                                                                |
| بیگانگان        | ۲۰۰۰ | |
| تخته‌نرد         | ۱۹۹۸ | |